# Schizoporella aotearoa
Schizoporella aotearoa är en mossdjursart som beskrevs av Gordon 1989. Schizoporella aotearoa ingår i släktet Schizoporella och familjen Schizoporellidae. Inga underarter finns listade i Catalogue of Life.